# Daykin
Daykin – wieś w Stanach Zjednoczonych, w stanie Nebraska, w hrabstwie Jefferson.